# Konstantin Kilimnik
Konstantin Kilimnik is een Russisch-Oekraïense politieke consultant en vermoedelijke Russische geheim agent. 
Zijn activiteiten als compagnon van Paul Manafort zijn een aandachtspunt geworden in het lopende onderzoek van de Speciale Aanklager Robert Mueller naar de Russische inmenging in de Amerikaanse presidentsverkiezing 2016.
CNN en The New York Times gaan ervan uit dat Kilimnik de Persoon A is, die genoemd wordt in de processen-verbaal van het gerechtshof tegen Paul Manafort en die erop duiden dat Persoon A, hetzij relaties onderhoudt met de Russische geheime dienst, dan wel een Russisch geheim agent is. Hij wordt ook geacht de Persoon A te zijn die wordt genoemd in gerechtelijke documenten over de Alex van der Zwaan-zaak. Kilimnik ontkende deze inlichtingen-relaties in 2017 tegenover The Washington Post, bewerend dat hij "geen relatie onderhield met de Russische noch enige andere inlichtingendienst".

## Dienstverband met Manafort
Kilimnik ontmoette Paul Manafort in 2005 en werd medewerker op Manafort's consulting onderneming. Hij woonde en werkte in Moskou en Kiev. Sommige rapporten melden dat Kilimnik het kantoor in Kiev runde en dat hij Manafort's rechterhand was in Kiev. Zij begonnen te werken voor Viktor Janoekovitsj na de Oranjerevolutie die hem in 2004 het presidentschap kostte. Met hulp van Manafort en Kilimnik werd de door Rusland gesteunde Janoekovitsj in 2010 weer president. Kilimnik spendeerde toen 90% van zijn tijd binnen de administratie van de president.
Toen Janoekovitsj het land in februari 2014 tijdens de Maidan-revolutie ontvluchtte, gingen Manafort en Kilimnik werken voor de pro-Russische Oekraïense partij Opposition Bloc, die gesteund werd door dezelfde oligarchen die eerder Janoekovitsj steunden. Op een bepaald moment stopte Opposition Bloc de betalingen aan Manafort's bedrijf, maar hoewel het staken van de betalingen Manafort dwong om zijn kantoor in Kiev te sluiten, bleef Kilimnik de partij adviseren, terwijl hij al werkende de niet-betaalde rekeningen ten bate van Manafort's onderneming bleef verzamelen.
In 2017 hielp Kilimnik Manafort met het schrijven van een opiniestuk voor een in Kiev verschijnend nieuwsblad. Het opiniestuk heeft mogelijk de order van de VS-rechter om Manafort onder geheimhouding te horen geschonden, evenals voorwaarden van zijn borgtocht.

## Vermeldingen in gerechtelijke stukken
Kilimnik is voor het eerst door The New York Times beschreven als degene, die als Persoon A wordt aangeduid in de gerechtelijke documenten van december 2017 tegen Manafort en Gates. Gerechtelijke stukken van eind maart 2018 beweren dat Rick Gates zei dat hij wist dat Kilimnik een voormalig officier van de Russische militaire inlichtingendienst was. Deze stukken kwamen vrij nadat Gates een pleit deal overeen kwam in ruil voor het meewerken aan het onderzoek van de Speciale Aanklager. De omschrijving van het vonnis van Alex van der Zwaan stelt dat Rick Gates Van der Zwaan vertelde Persoon A, (verondersteld Kilimnik te zijn), een voormalige officier van de Russische Militaire Inlichtingendienst GRU was.

## Connectie met de Trump-campagne
Vox berichtte dat Kilimnik nog voor de pro-Russische Inlichtingendienst werkte toen hij - zoals bekend - in september en oktober 2016 nog communiceerde met de Trump-campagne. Gates gaf toe dat er contact was en ook Manafort deed dat. Manafort vertelde Politico dat hij en Kilimnik spraken over de cyberattack op het Democratisch Nationaal Comité en het vrijgeven van e-mails van die partij, waarover nu bekend is dat het een Russische actie was.